# دادگاه توکیو (فیلم)
دادگاه توکیو (انگلیسی: The Tokyo Trial) فیلمی در ژانر درام است که در سال ۲۰۰۶ منتشر شد. از بازیگران آن می‌توان به کلی لین اشاره کرد.